# El juez y el asesino
El juez y el asesino (en francés Le juge et l'assassin) es una película dramática francesa de 1976 dirigida por Bertrand Tavernier y protagonizada por Philippe Noiret, Isabelle Huppert, Michel Galabru y Jean-Claude Brialy. Ambientada en la Francia de la década de 1890, muestra la captura tras un rastro de violaciones y asesinatos de un exsoldado posiblemente trastornado, basado en el histórico Joseph Vacher, y cómo se hace amigo de un juez ambicioso que lo lleva a incriminarse a sí mismo. La película ganó dos premios César en 1977.

## Sinopsis
Joseph Bouvier, un exmilitar que tiene ataques de violencia, asesina a su novia que lo ha dejado y trata de suicidarse. Ambos sobreviven, pese a las dos balas que tiene en la cabeza. De carácter simple y exaltado, crea eslóganes anarquistas, y se hace vagabundo tras salir del asilo. Recorre entonces los pueblos cortando el cuello de pastores o pastoras, entre dos aires de acordeón. Los hechos suceden en la zona rural del departamento francés de Ardèche, en 1893.
Un juez de provincia sigue pacientemente sus huellas y termina por conseguir su arresto con base en un señalamiento basado en testimonios. Ganándose la confianza de Bouvier, el juez logra también una confesión en forma. Bouvier piensa que se le va a curar y a ayudar a no sufrir, pero el juez no cree en su locura y hace todo lo posible porque sea condenado a muerte.
La película está inspirada en hechos reales, basada en la figura del sanguinario asesino en serie Joseph Vacher (“vacher”: “pastor de vacas”,  “que cría vacas”; cuyo apodo o apellido es sustituido en la película por Bouvier (“que cría bueyes”).
Se sabe de Joseph Vacher que mató al menos a veinte personas a finales del siglo XIX. Vacher es una figura histórica bien conocida por los criminólogos, que puede ser considerado para Francia como la contraparte de Jack el Destripador para Inglaterra. Vacher incluso colgó en su celda un cartel de él agrediendo a una pastora. Cartel que en realidad fue tomado del Petit Journal de 1898 que mostraba a un hombre agrediendo a una mujer joven, titulado: "Un nouveau Vacher".

## Reparto
- Philippe Noiret como el juez Rousseau.
- Michel Galabru como Joseph Bouvier.
- Isabelle Huppert como Rose.
- Jean-Claude Brialy como el procurador Villedieu.
- Renée Faure como Madame Rousseau.
- Cécile Vassort como Louise Lesueur.
- Yves Robert como el profesor Degueldre.
- Jean-Roger Caussimon como el cantante de la calle.
- Jean Bretonnière como el diputado.
- Monique Chaumette como la madre de Louise.
- Jean-Pierre Leroux como Radeuf.
- Gerard Jugnot como fotógrafo.